# Nagniotek
Nagniotek, odcisk (łac. clavus, gr. heloma) – reakcja obronna skóry na miejscowy ucisk lub tarcie. Drażniona w ten sposób skóra przyspiesza produkcję spłaszczonych komórek rogowych, przyspiesza proces ich dojrzewania, zagęszcza włókna kolagenowe. Wywierany ucisk wgniata te twarde komórki w głąb skóry pobudzając w ten sposób ich dalsze wytwarzanie. Centralnie w nagniotku zlokalizowany jest czop rogowy nazywany rdzeniem, mający zwykle kształt stożka, którego ostry wierzchołek skierowany jest w głąb skóry, co może powodować podrażnienie zakończeń nerwowych i następowy napadowy ból. 
Najczęstsza lokalizacja to stopa, a zwłaszcza okolice śródstopia, opuszki, grzbietowe i boczne powierzchnie palców (spowodowane np. zbyt ciasnym obuwiem). Nagniotki często powstają w modzelach, w wałach paznokciowych oraz pod paznokciami.
W leczeniu stosuje się maści i płyny złuszczające, zwykle w których składzie znajduje się kwas salicylowy. Produkty te są jednak niebezpieczne, jeśli stosowane są przez laika, mogą spowodować głębokie maceracje naskórka, a nawet rany.
W podologii w zależności od rodzaju tkanki biorącej udział w tworzeniu się nagniotka, jego stanu i umiejscowienia wyróżnia się 9 rodzajów odcisków. Najskuteczniejszym sposobem leczenia jest usuwanie przez podologa, który po rozpoznaniu rodzaju odciska dobierze odpowiednio środki i metody jego leczenia oraz udzieli porady dotyczącej obuwia.